# 中原師連
中原 師連（なかはら の もろつら、承久3年（1220年） - 弘安6年5月4日（1283年5月31日））は、鎌倉時代中期の幕府実務官。中原師員の子、外記を経て縫殿頭。子に摂津親致・親如・親秀。
5代将軍となった藤原頼嗣、宗尊親王、惟康親王の3代に仕え、1263年（弘長3年）7月5日に二階堂行方の後を継いで宗尊親王の御所奉行、同年11月22日には御息所の奉行も引き継ぐ。1264年（文永元年）評定衆となった。
鎌倉時代末期には摂津氏と呼ばれて幕府中枢の事務官僚を世襲する。その家系は「将軍側近の家」との性格をもっていたが、師連の子の摂津親致の代から中原姓を藤原姓に改姓した。また、「将軍側近の家」のまま得宗家にも接近し、その近臣ともなっている。
『太平記』巻10 「高時並一門以下於東勝寺自害事」では、北条高時の面前で腹を切った摂津刑部太夫入道々準こと摂津親鑑は師連の直系の孫（親致の嫡男）にあたる。また、親致の弟である摂津親秀の系統が室町幕府に仕えて摂津氏の嫡流となり、足利義輝に政所執事に抜擢された摂津晴門はその子孫にあたる。
『吾妻鏡』に多数実名で登場することから、『吾妻鏡』編纂の原史料としてその日記・筆録の類が利用された可能性が高いとされている。